# Roland Lew
Roland Lew, né le 28 octobre 1944 à Lausanne et mort le 30 mars 2005 à l'âge de 61 ans, est un politologue de l'Université libre de Bruxelles, spécialiste de la Chine, du maoïsme et des questions relatives au socialisme et au mouvement ouvrier international. 

## Biographie
Roland Lew fait ses études à Bruxelles. D'abord militant sioniste-socialiste, il rejoint les jeunesses socialistes (la Jeune Garde Socialiste), puis, sous l'influence d'Ernest Mandel, il adhère au trotskysme (qu'il qualifie de « luxemburgiste »). Il a pris ses distances avec la IVe Internationale au cours des années 1970. Il a cependant conservé des liens avec ce courant de pensée, acceptant toujours de participer à des séminaires et de collaborer à ses publications.
Désinvesti du militantisme d'organisation, il se tourne vers la recherche : « Inlassablement je revenais dans les sujets que j’abordais sur la question de l’auto-émancipation, de ses difficultés, de son échec ou, pire, de son absence. Un constat qui est particulièrement frappant dans le cas du maoïsme, de la révolution chinoise, et encore plus de la République Populaire ». 
Il devient membre du Centre d’études sur la Chine moderne et contemporaine de l’École des hautes études en sciences sociales, et anime un séminaire sur « Les communismes » au Centre d’histoire sociale du XXe siècle. Il est membre du comité de rédaction de la revue L'Homme et la société et collabore régulièrement au Monde diplomatique. Vers la fin de sa vie, il travaille sur la transition économique vers l'économie de marché et la transition politique vers la démocratie dans les pays ex-communistes.
Il porte son intérêt sur le « socialisme réel ».
Il meurt le 30 mars 2005, à l'hôpital Saint-Louis de Paris, d'un cancer de la moelle osseuse. 

## Publications

### Ouvrages
- La Chine populaire, PUF, coll. « Que sais-je ? », Paris, 1999, 127 p.
- 1949, Mao prend le pouvoir, Complexe, Paris, 1999, 190 p.
- L'intellectuel, l'État et la révolution. Essai sur le communisme chinois et le socialisme réel, L’Harmattan, Paris, 1997, 352 p.
- Communisme chinois, socialisme réel et auto-émancipation, revue L'Homme et la Société (Paris), n° 172, 2009, 340 p. (ouvrage coordonné  par Guilhem Fabre, Jean-Jacques Gandini & Angel Pino).

### Contributions
- En codirection avec Michel Dreyfus, Bruno Groppo, Claudio Ingerflom, Claude Pennetier, Bernard Pudal et Serge Wolikow, Le Siècle des communismes, Éditions de l'Atelier, 2000, édition augmentée et mise à jour, « Points Seuil », 2004, 790 p.
- Yannis Thanassekos et Heinz Wismann (dir.), Révision de l'Histoire. Totalitarismes, crimes et génocides nazis, Éditions du Cerf, Paris, 1990, 384 p.

## Référence
1. ↑  Notice de la BnF
2. ↑  Texte autobiographique écrit en juillet 2004
3. ↑  Guilhem Fabre, « L'itinéraire de Roland Lew Dans L'Homme & la Société 2009/2-3 (n° 172-173), pages 15 à 20 », Cairn
4. ↑  « Roland Lew, sinologue et politiste passionné », Le Monde.fr,‎ 2 avril 2005 (lire en ligne, consulté le 15 avril 2022)